# Château de Peixotto
Le château de Peixotto est un château situé sur la commune de Talence, dans le département de la Gironde, en région Nouvelle-Aquitaine. Depuis 1935, le château est inscrit au monuments historiques.

## Historique
Le château est construit vers 1760 par l'architecte François Lhote pour le compte du riche banquier Samuel Peixotto (1741-1805).
En 1810, son fils le revend à la famille Rodrigues-Henriques.
Il passe au baron François Xavier de Espeleta en 1852.
La Faculté de médecine et de pharmacie de Bordeaux y crée un jardin botanique en 1884 sur une partie des terrains du château.
Le monument fait l’objet d’une inscription au titre des monuments historiques depuis le 23 mai 1935.
Il fait actuellement l'objet d'une rénovation lancée par la Ville de Talence avec le Château Margaut et qui vise notamment à réunir les 2 parcs. Cette opération sera achevée durant l'hiver 2026.

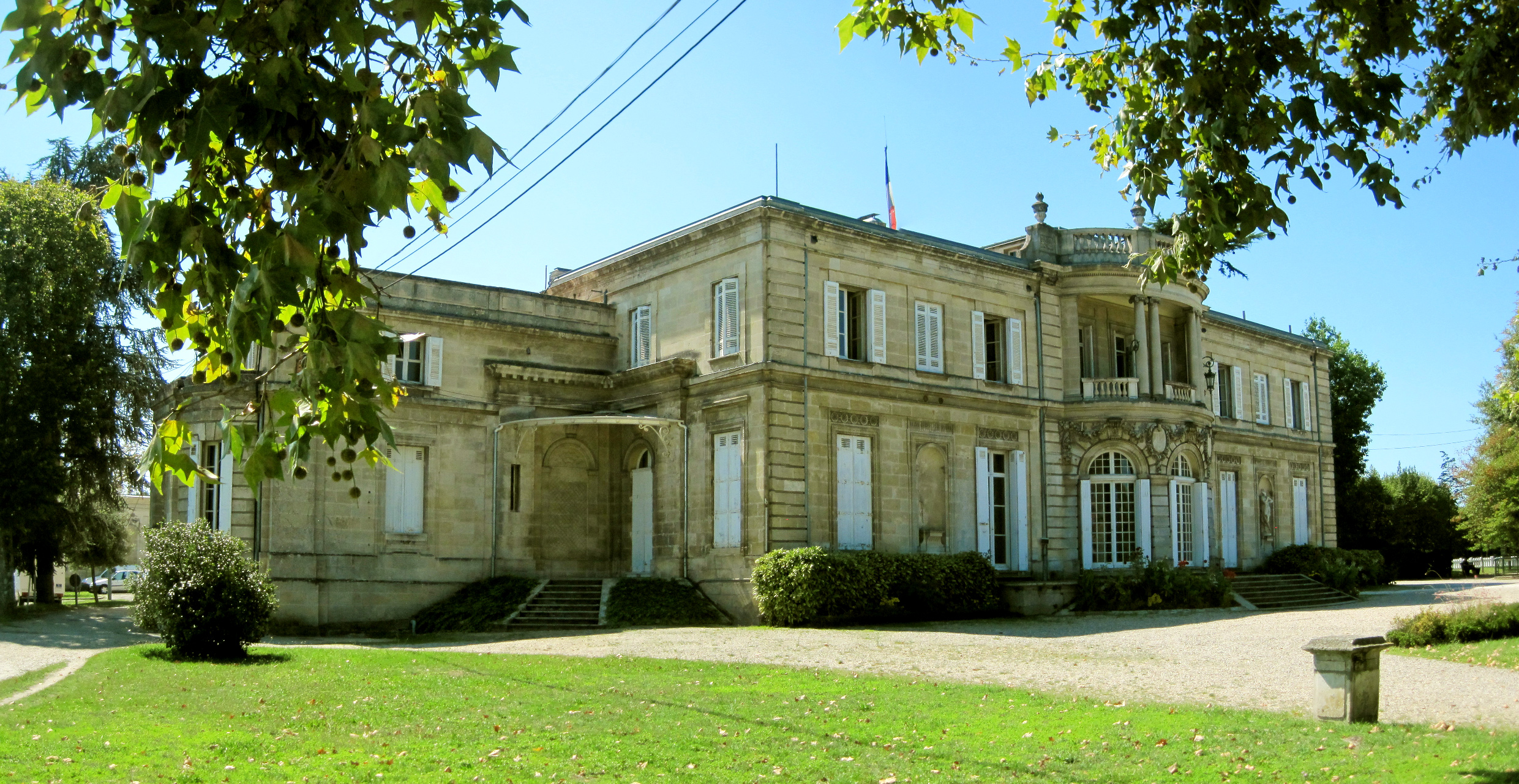
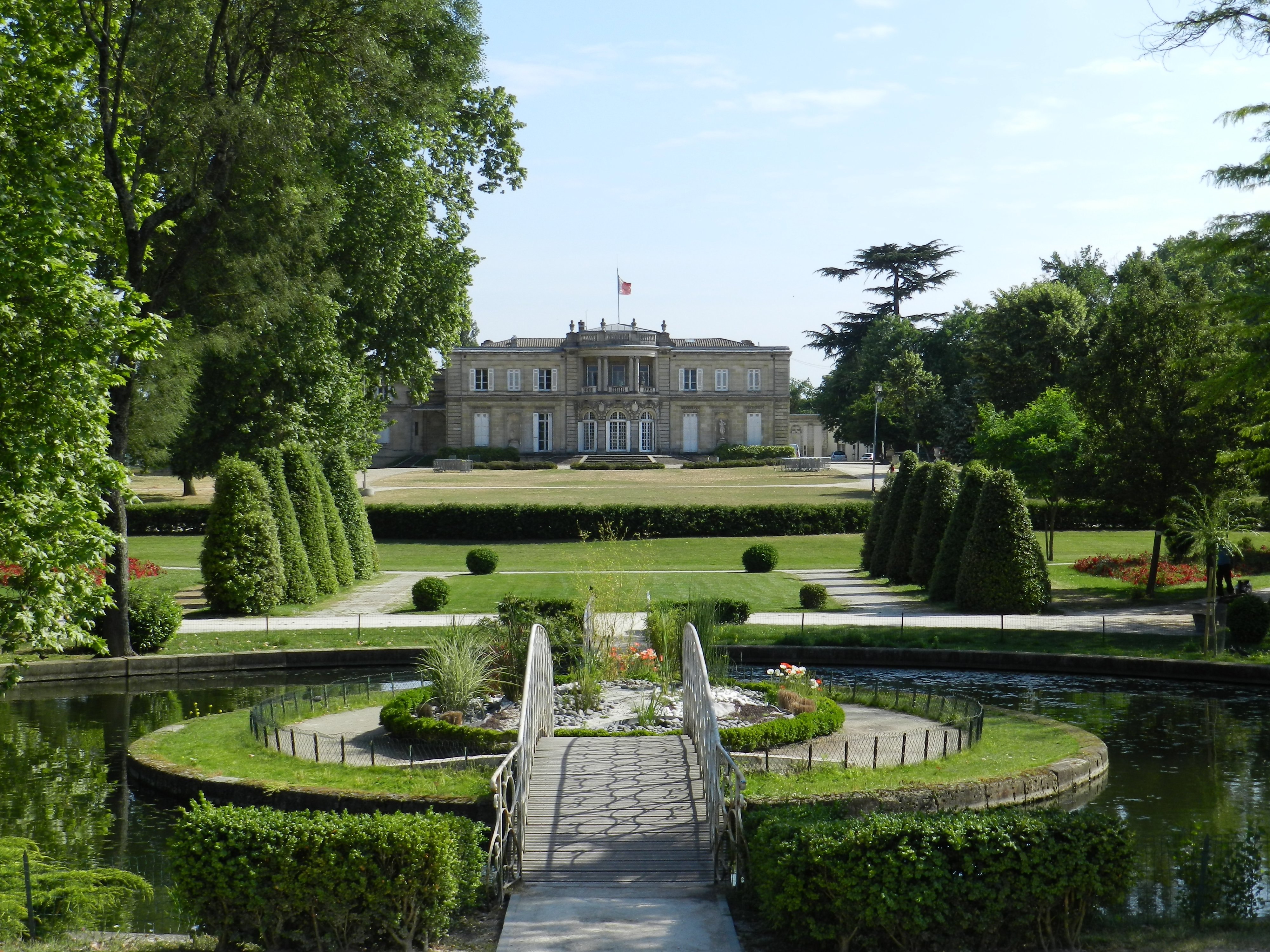
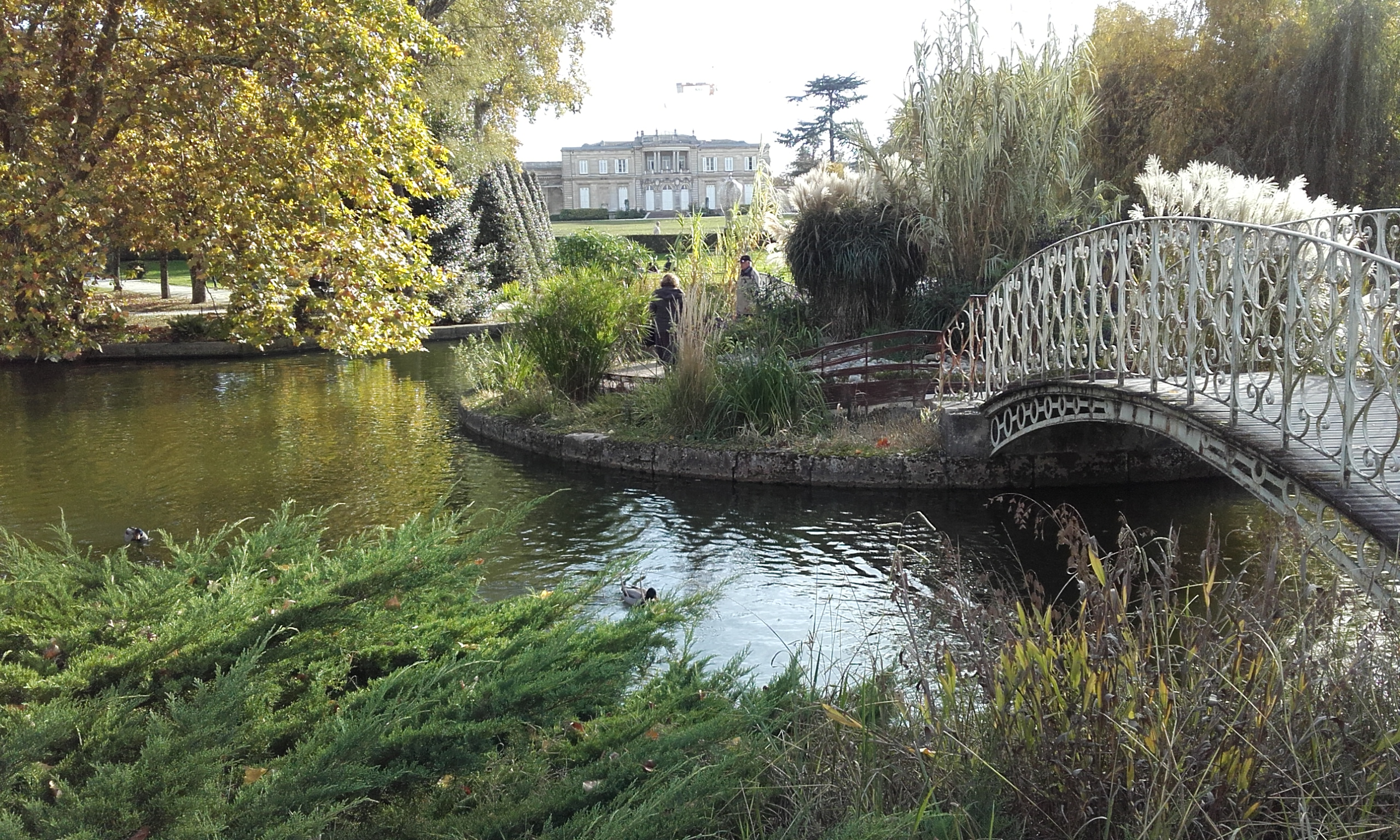
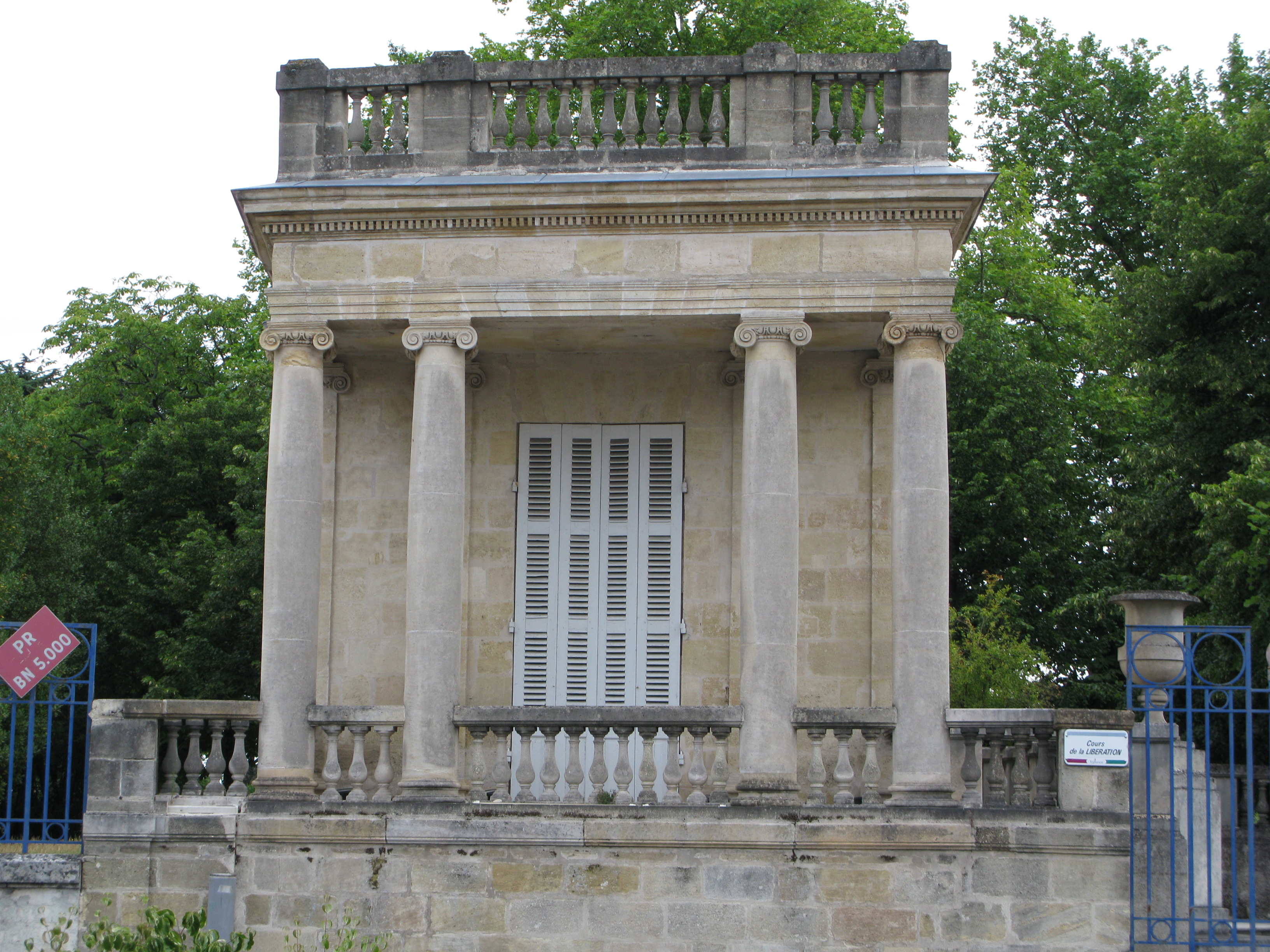